# Cañón del Antílope

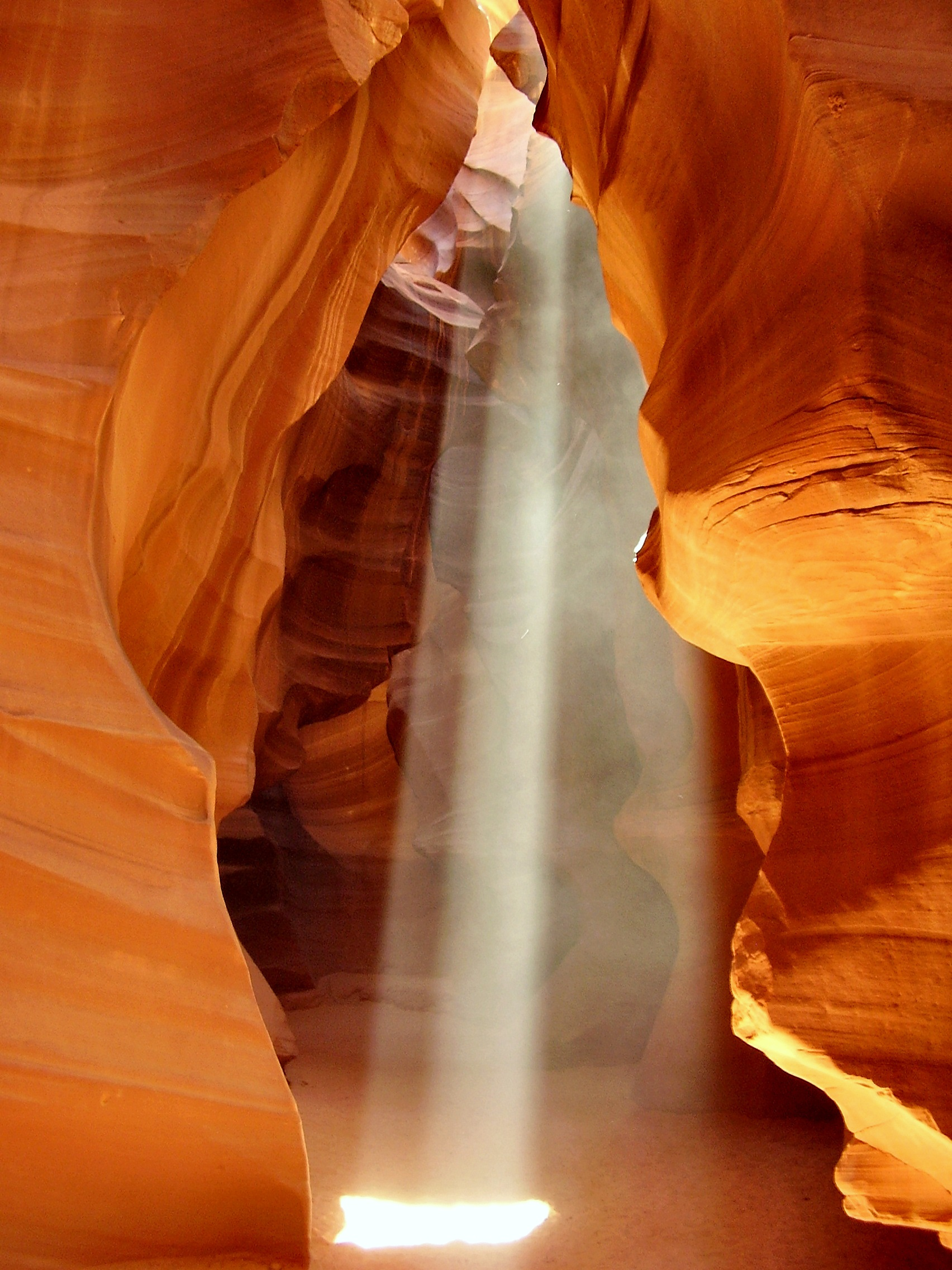
Cañón del Antílope.

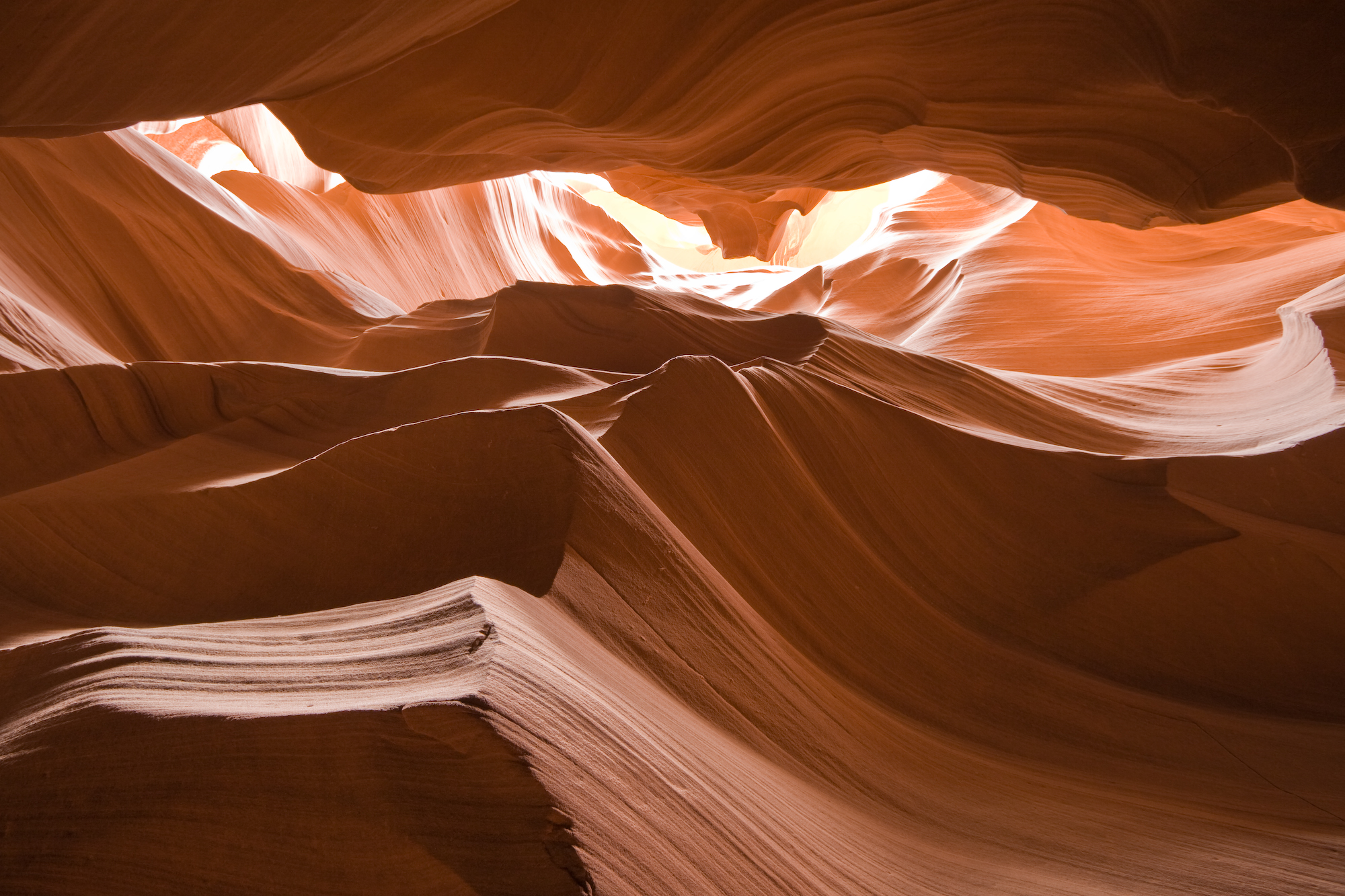
Vista del cañón del Antílope.

El cañón del Antílope (del inglés: Antelope Canyon) es un cañón de ranura del Suroeste de Estados Unidos, uno de los más visitados y fotografiados del mundo. Está cerca de la ciudad de Page, en el condado de Coconino, en el norte del estado de Arizona. Este cañón está situado en una reserva de indígenas navajos. De hecho, las visitas a este cañón han de hacerse con un guía navajo.

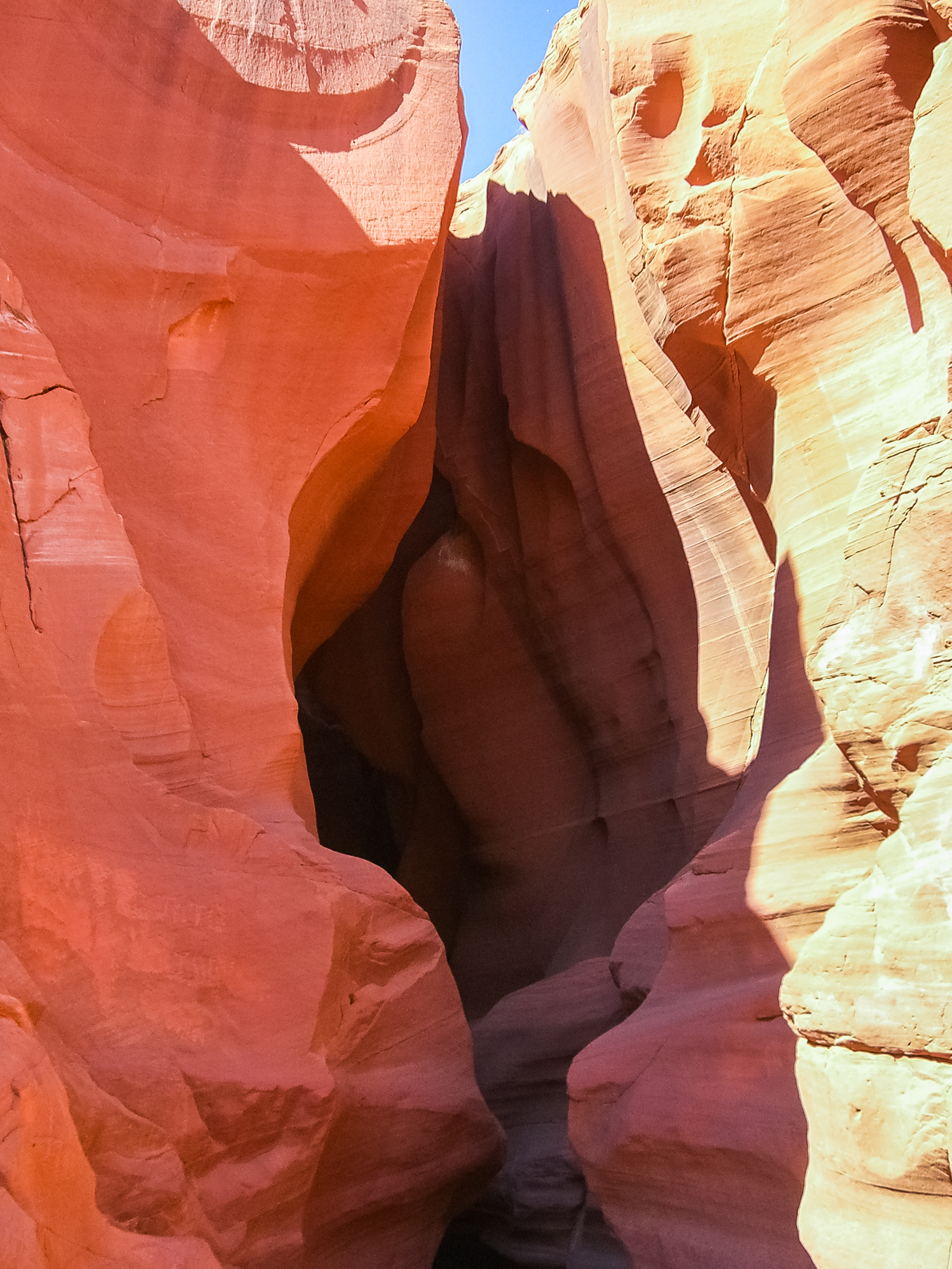
Entrada posterior.

La formación geológica se ha ido horadando debido al paso de corrientes de agua a través de un proceso de epigénesis durante miles de años, y sus paredes llegan a alcanzar los 40 metros de altura en algunos puntos. Consiste en dos formaciones separadas, denominadas individualmente como "cañón del Antílope superior" y "cañón del Antílope inferior".

## Peligros

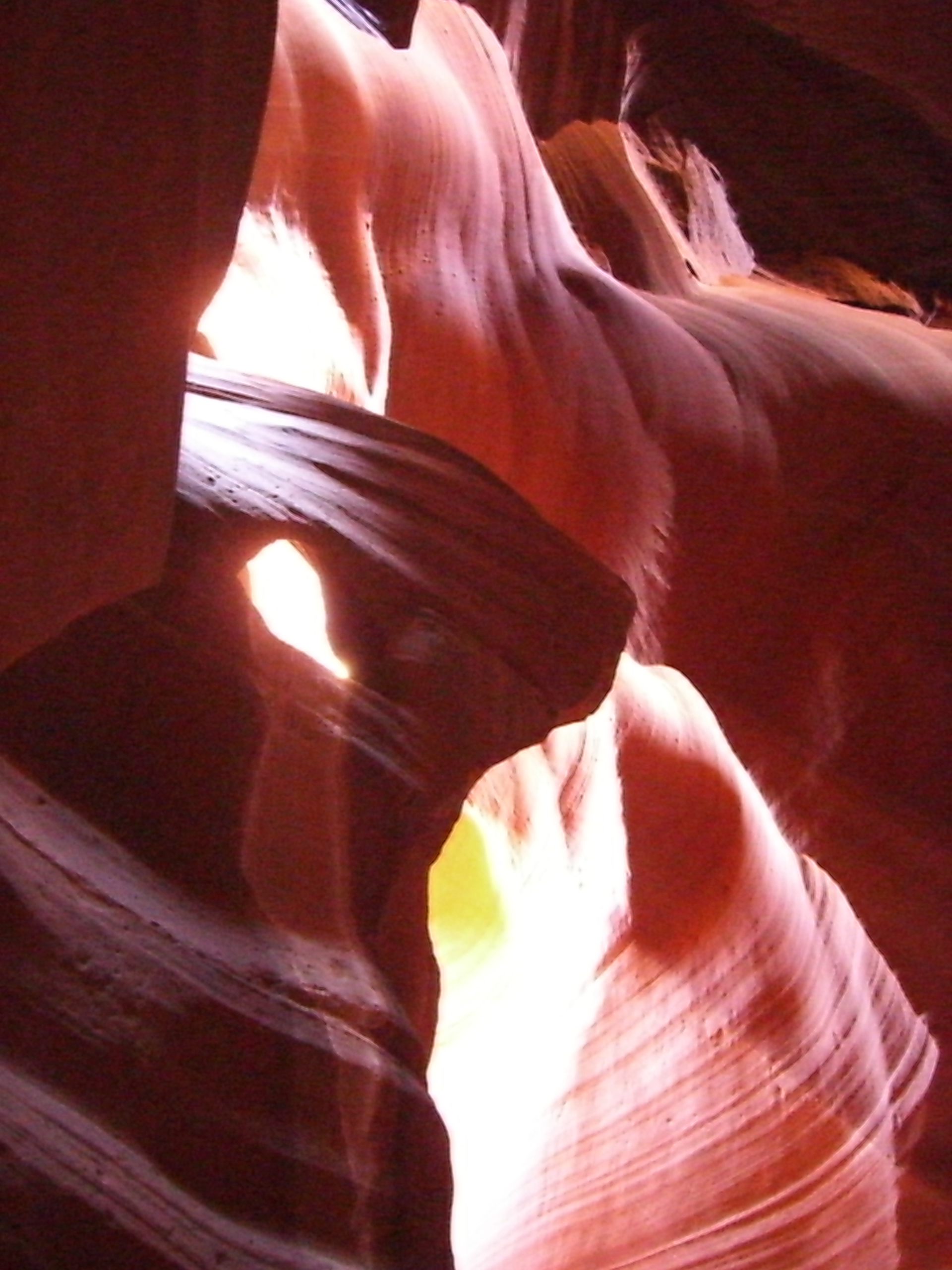
Ojo del águila.

Una de las razones por las que el cañón solo puede visitarse con guía es el peligro de inundaciones relámpago, ya que las lluvias torrenciales en la región pueden provocar la inundación total del cañón en cuestión de minutos (principalmente por corrientes de agua que se originan en regiones de más altitud). De hecho, uno de los motivos por los que este cañón ganó en popularidad fue la muerte de once turistas el 12 de agosto de 1997. El único superviviente de aquella catástrofe fue el guía.

## Galería de imágenes

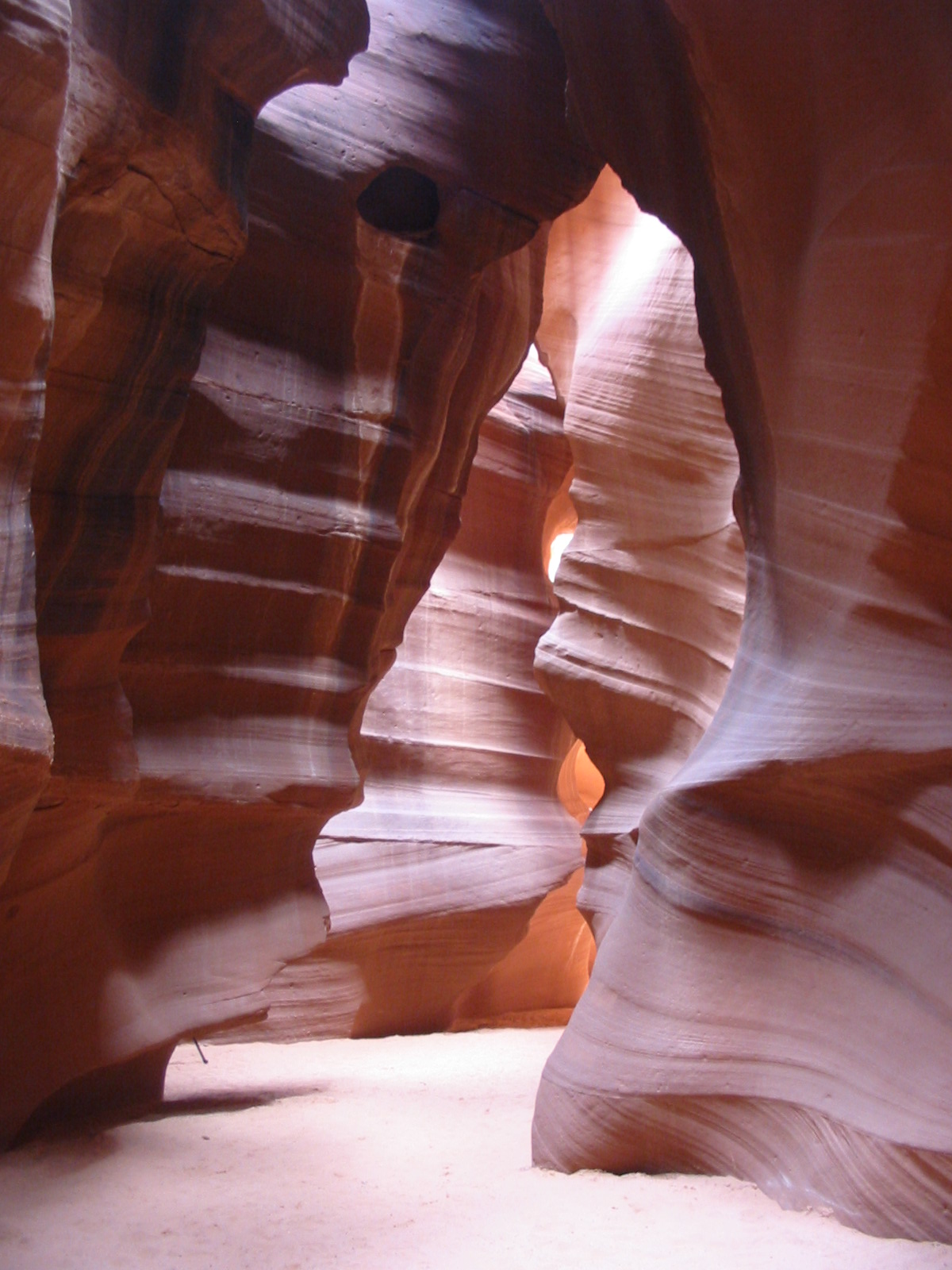
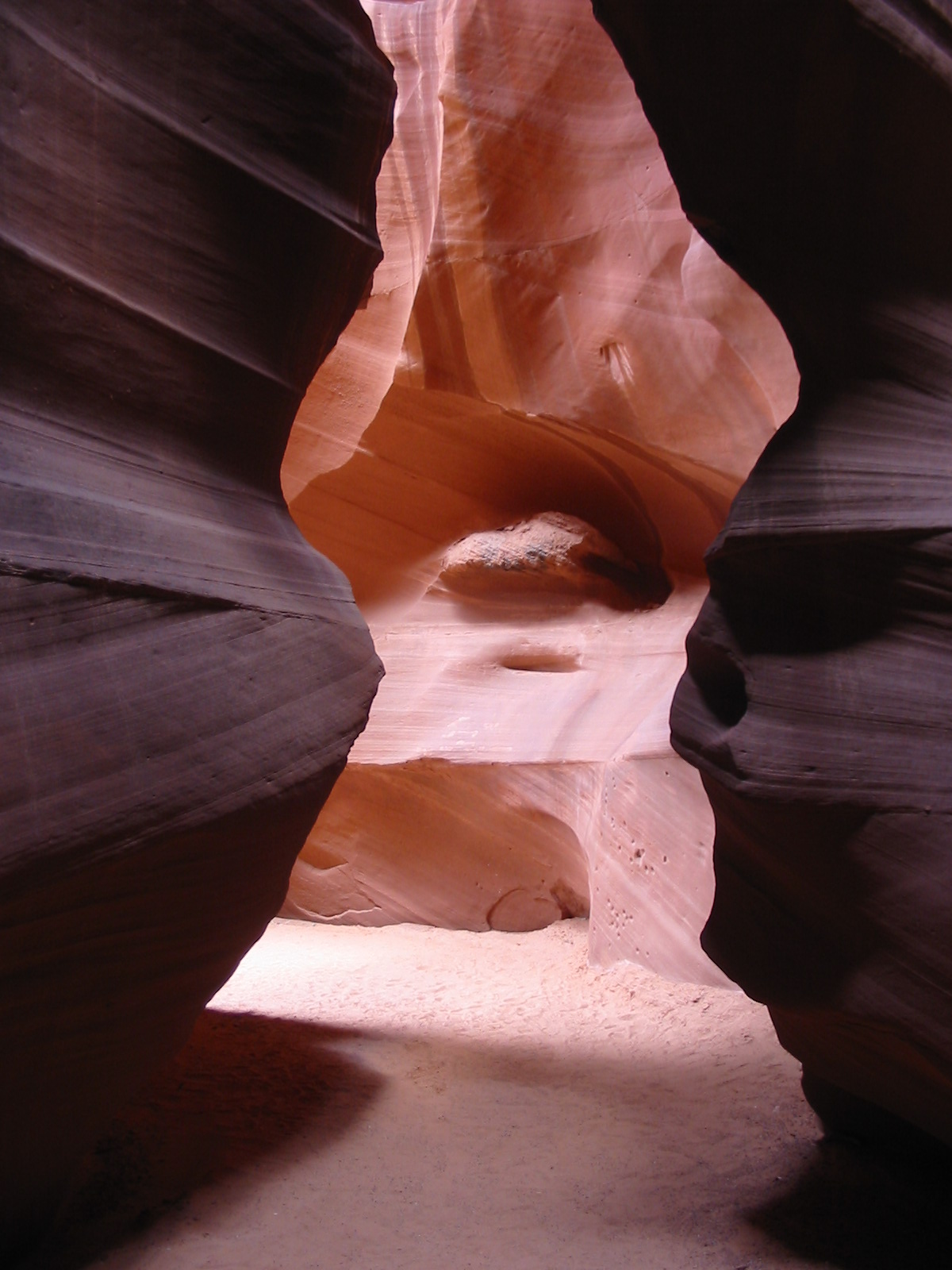
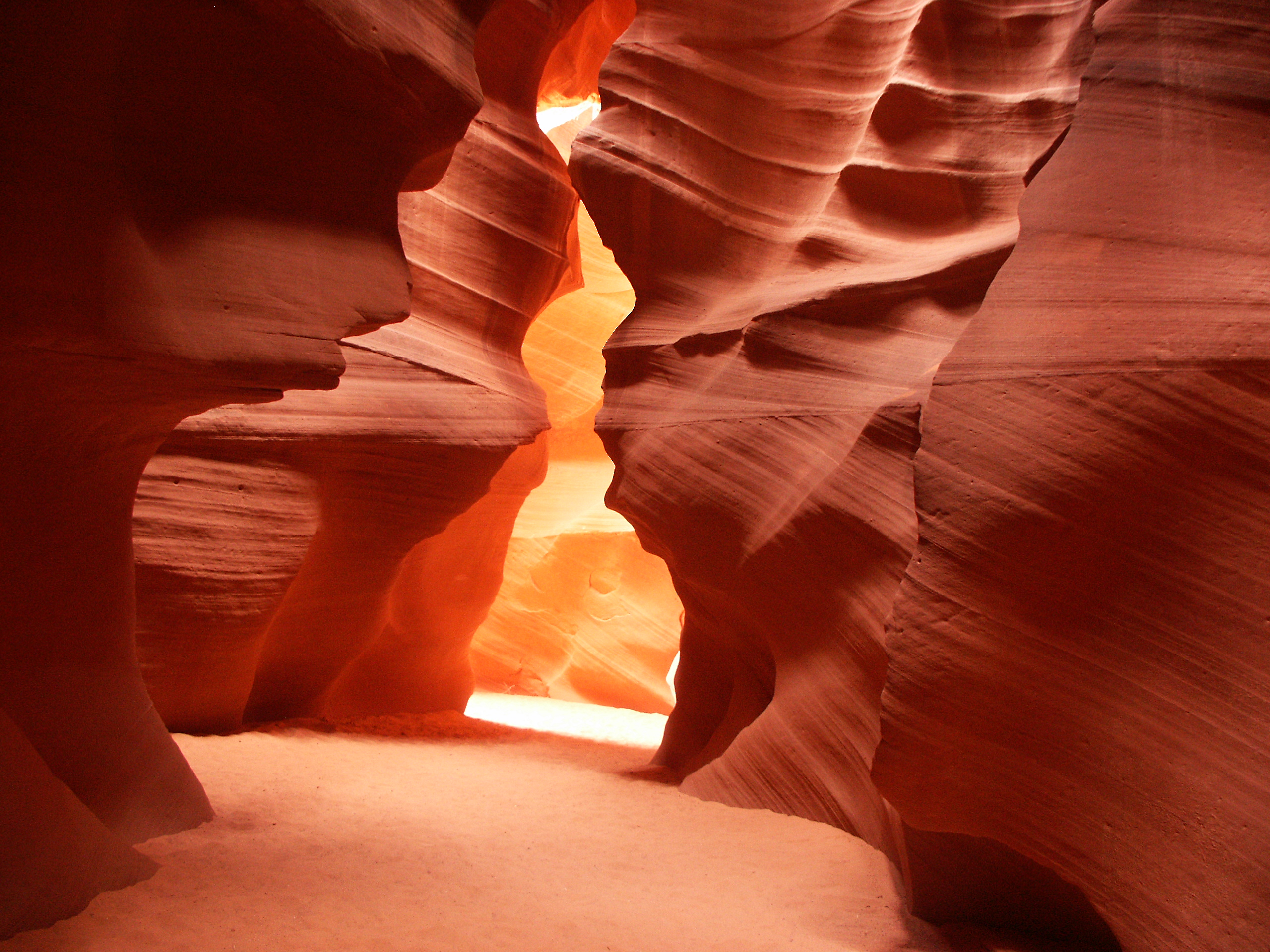
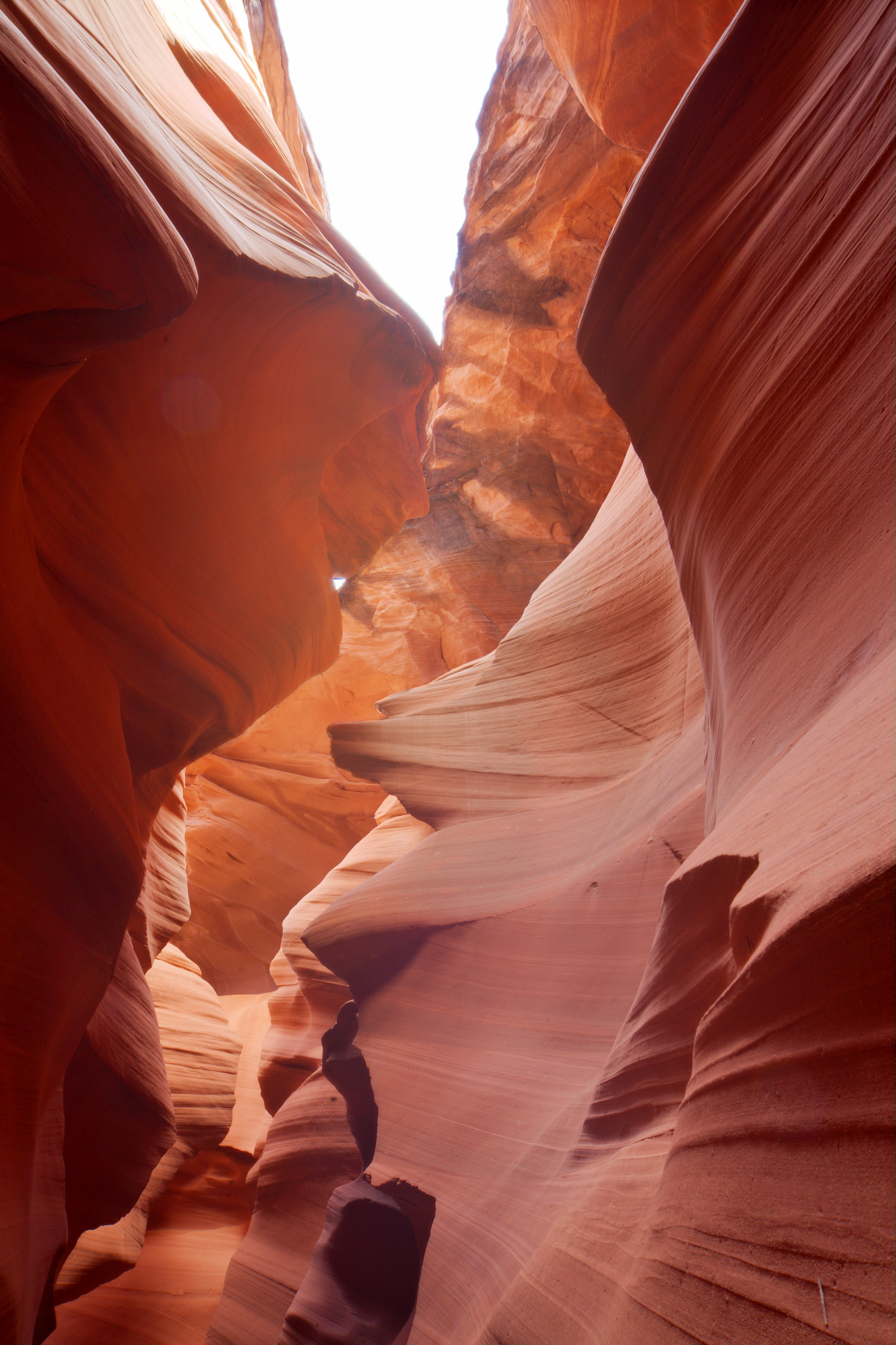
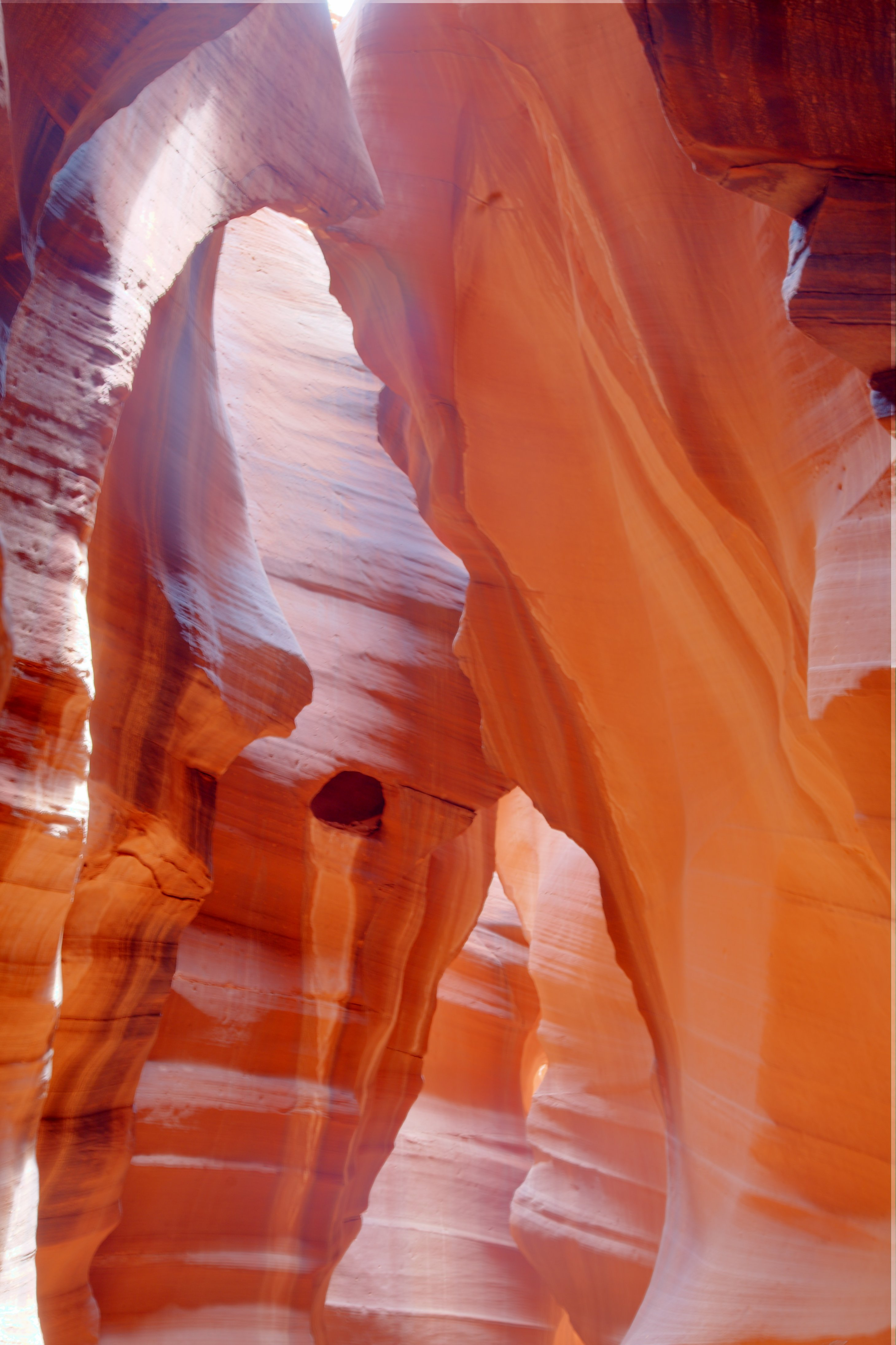
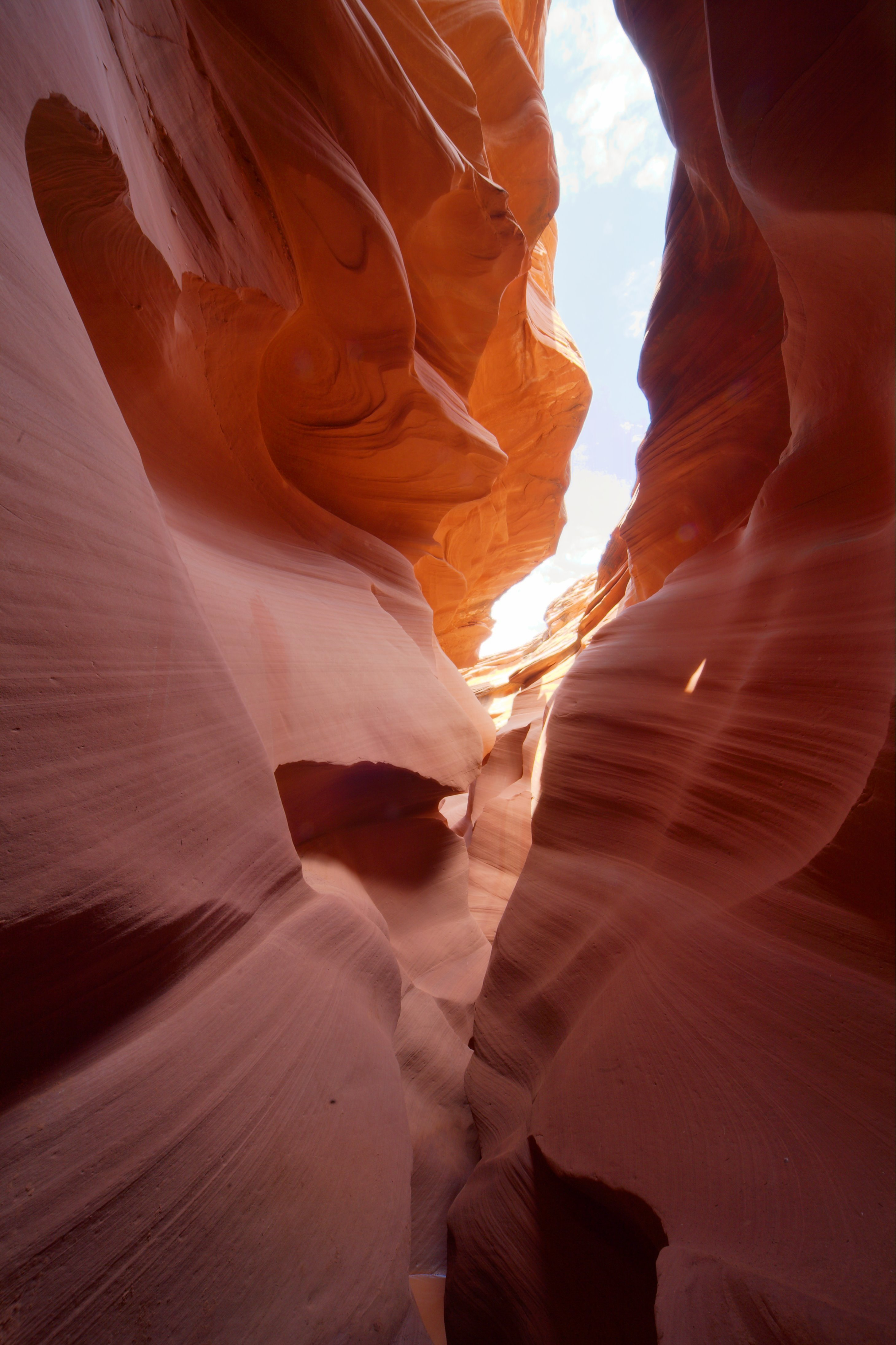
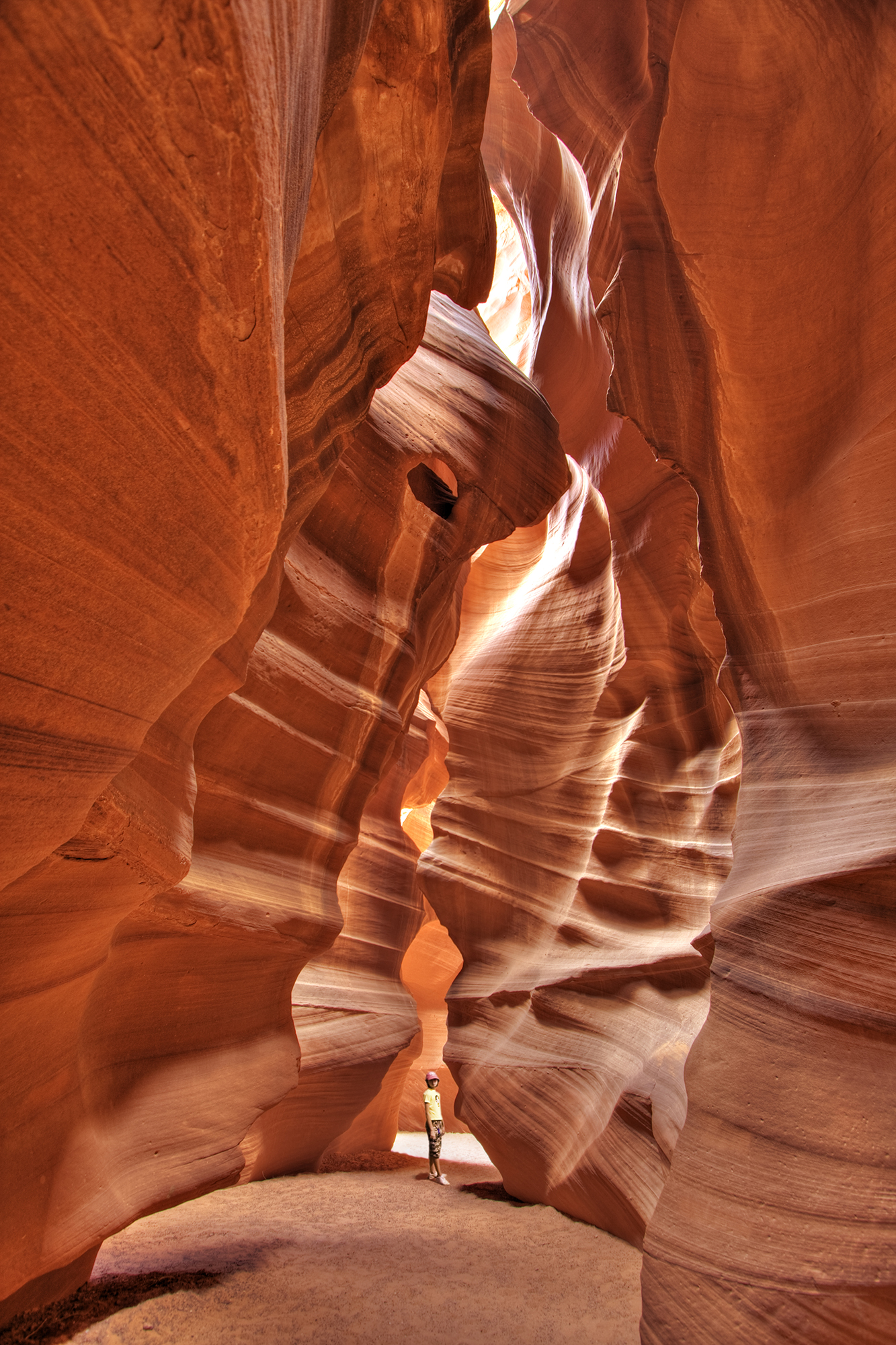
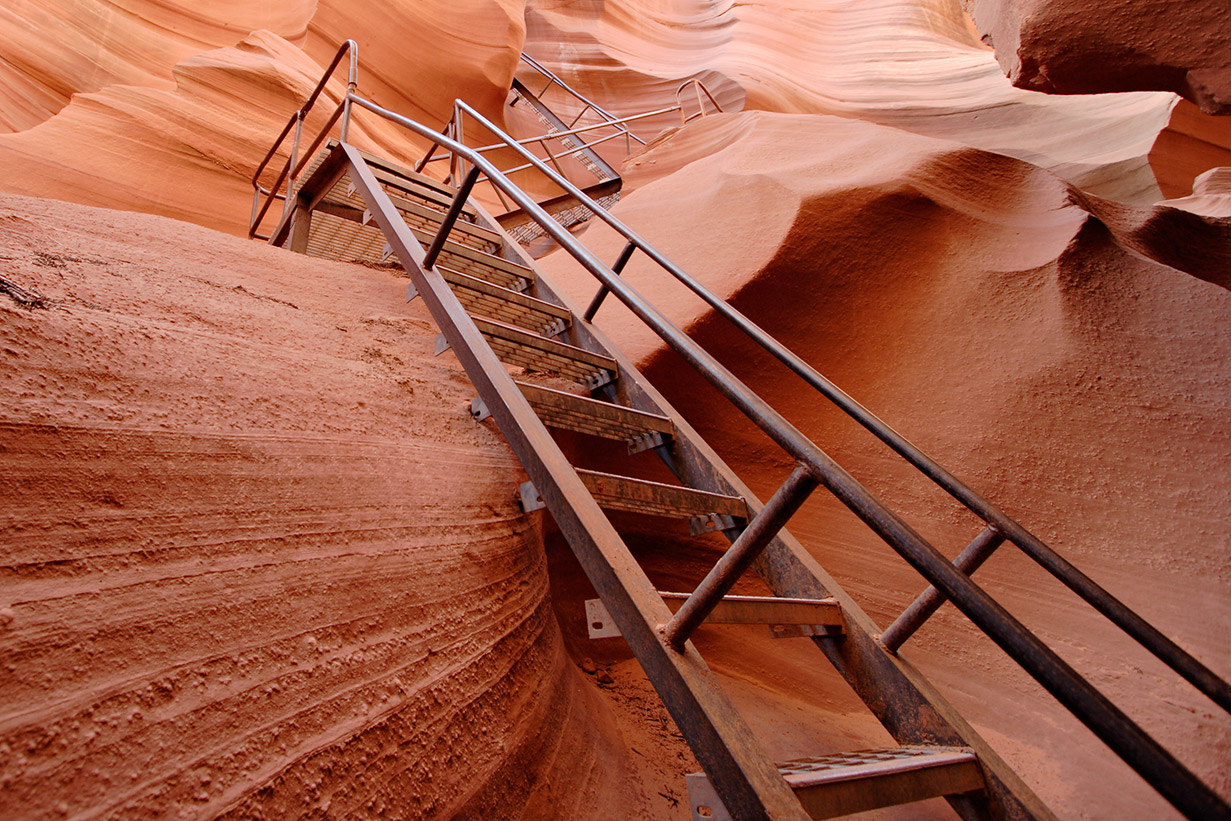
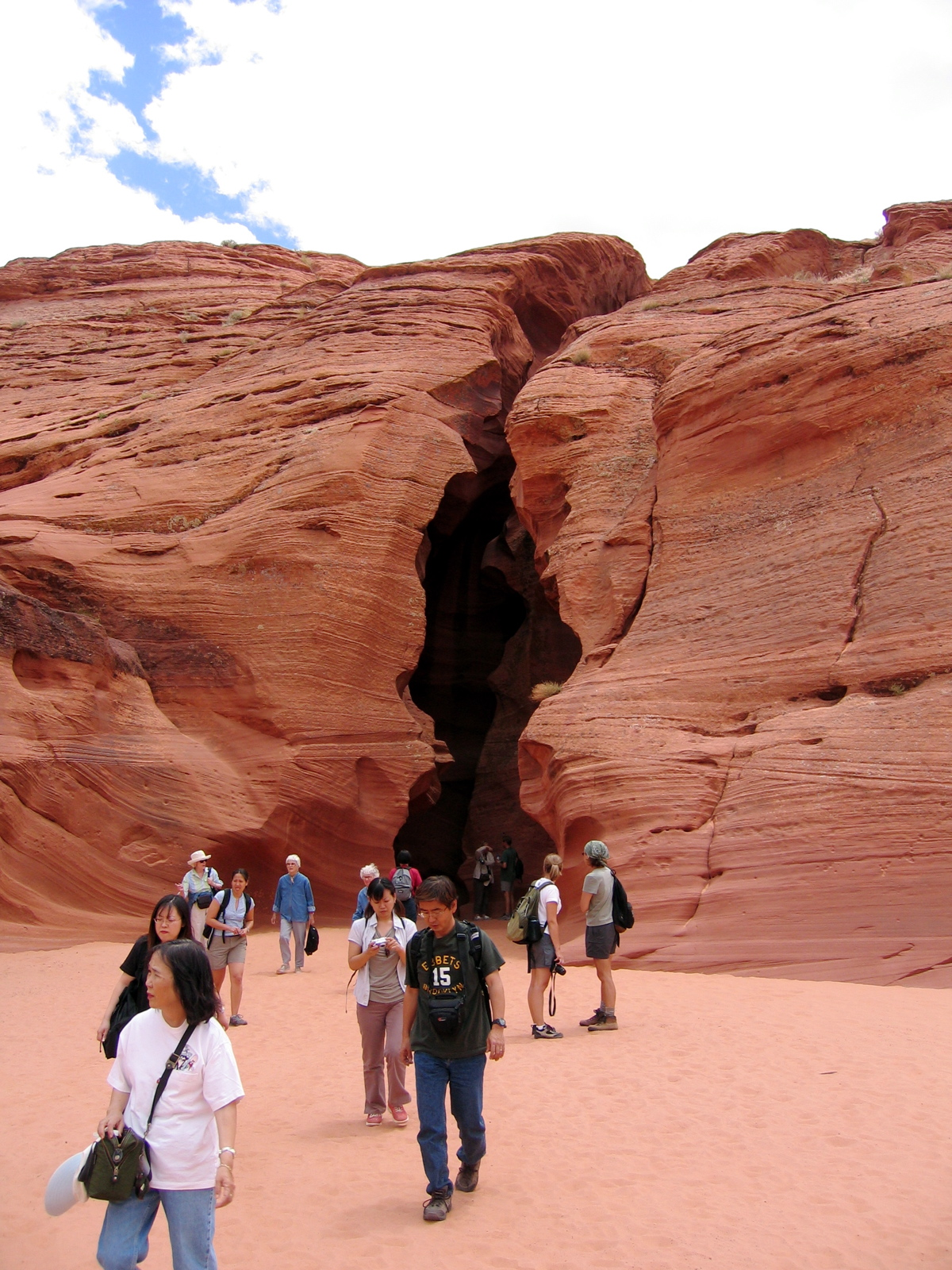
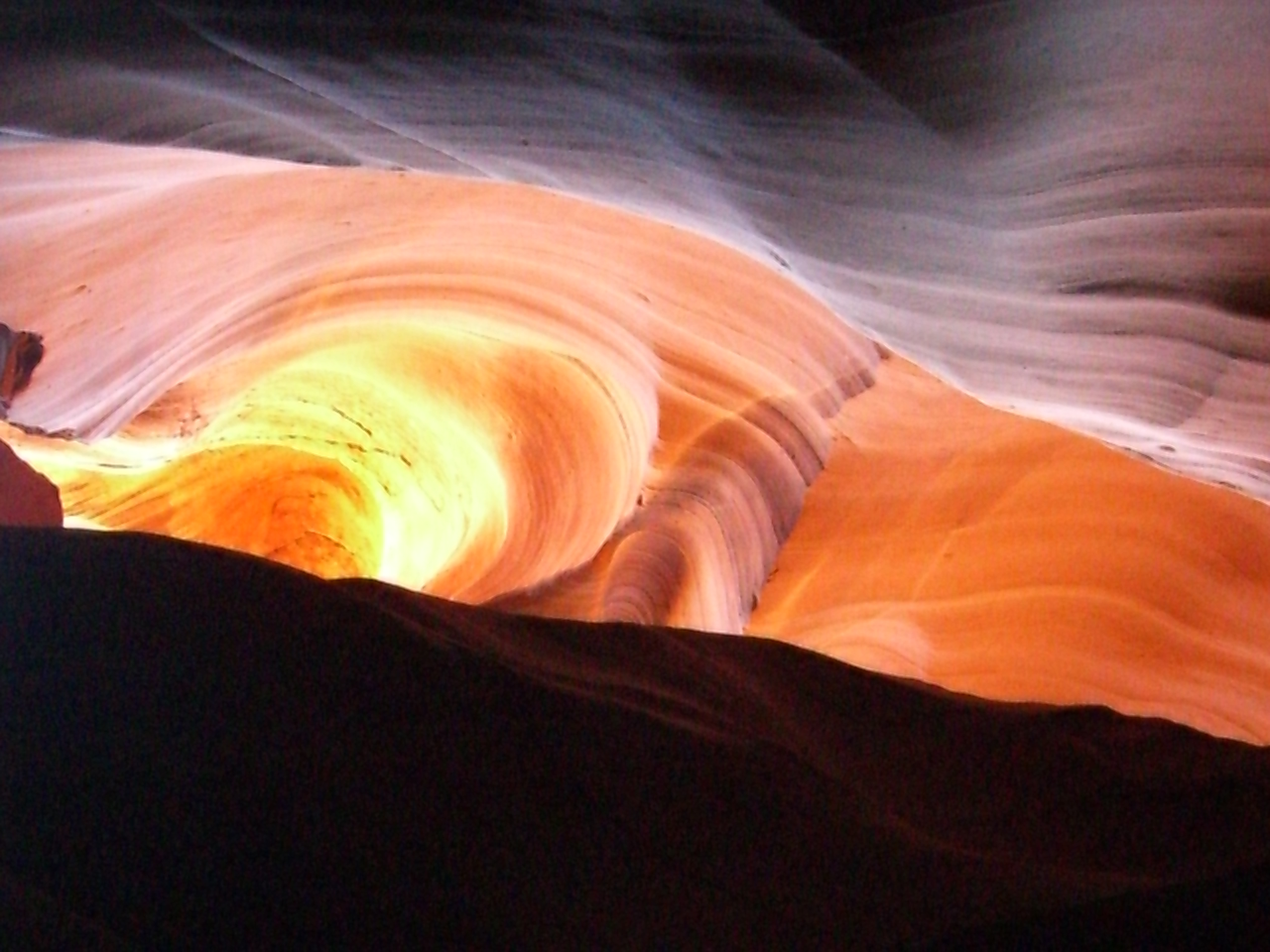
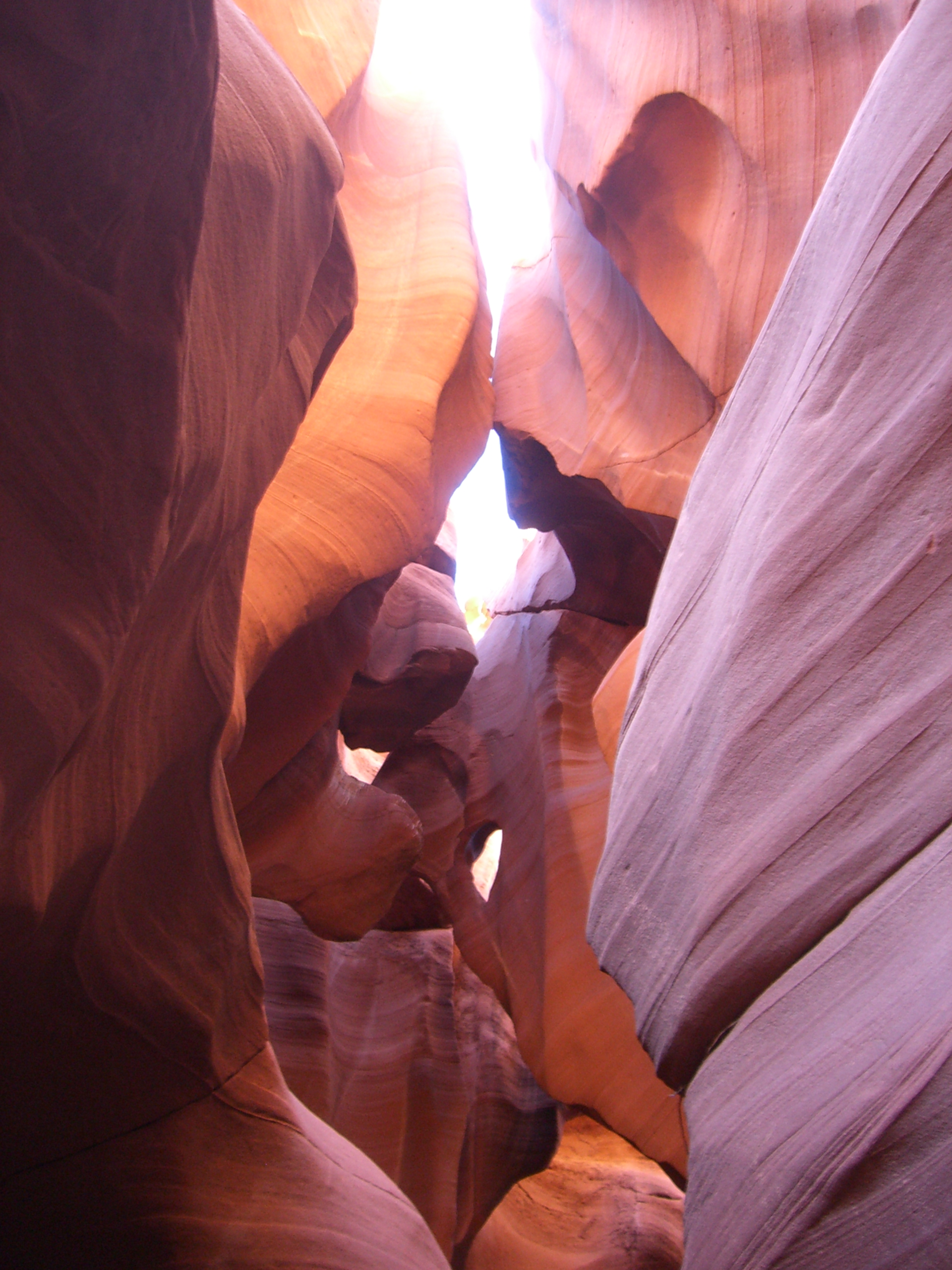
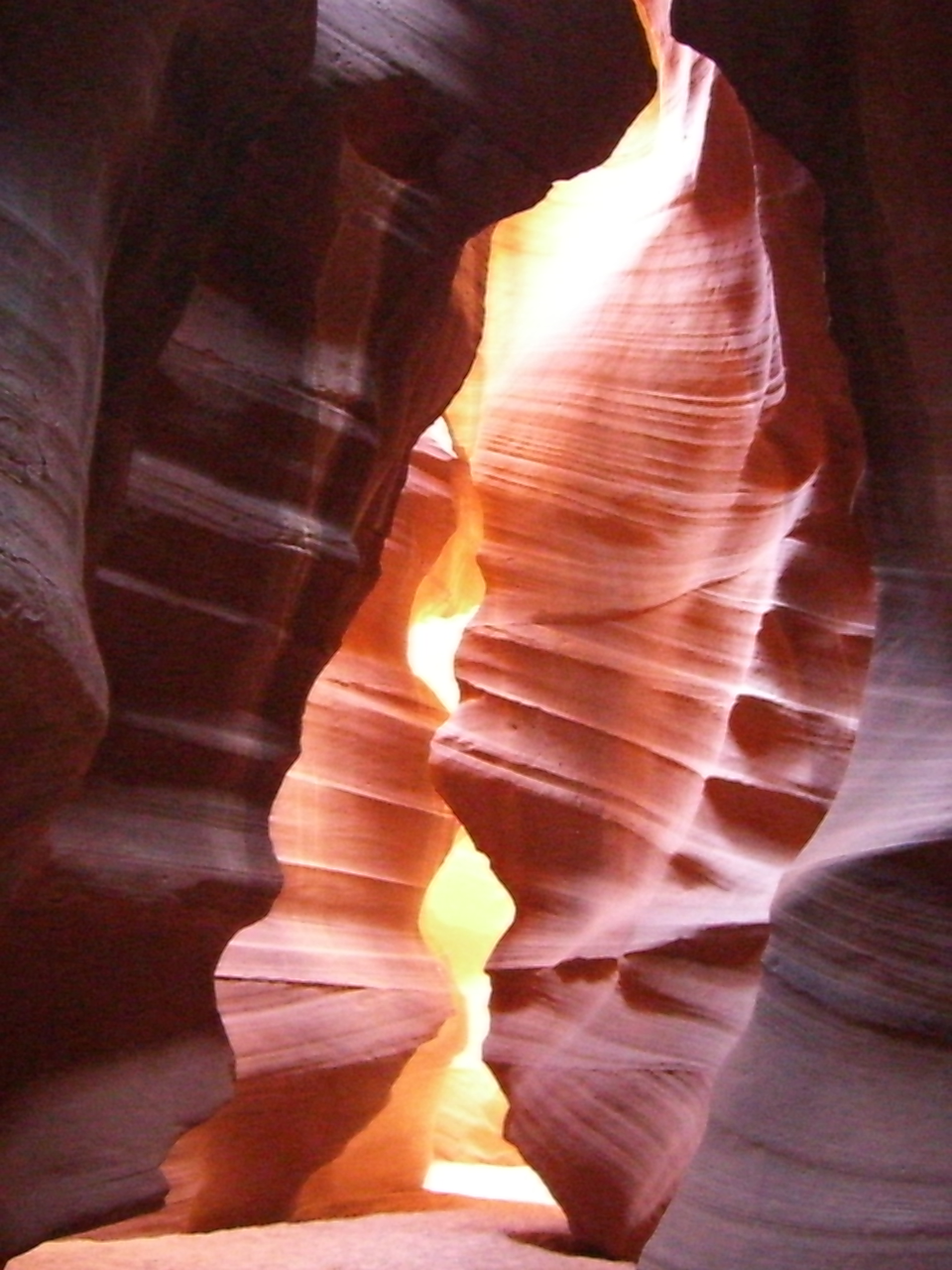
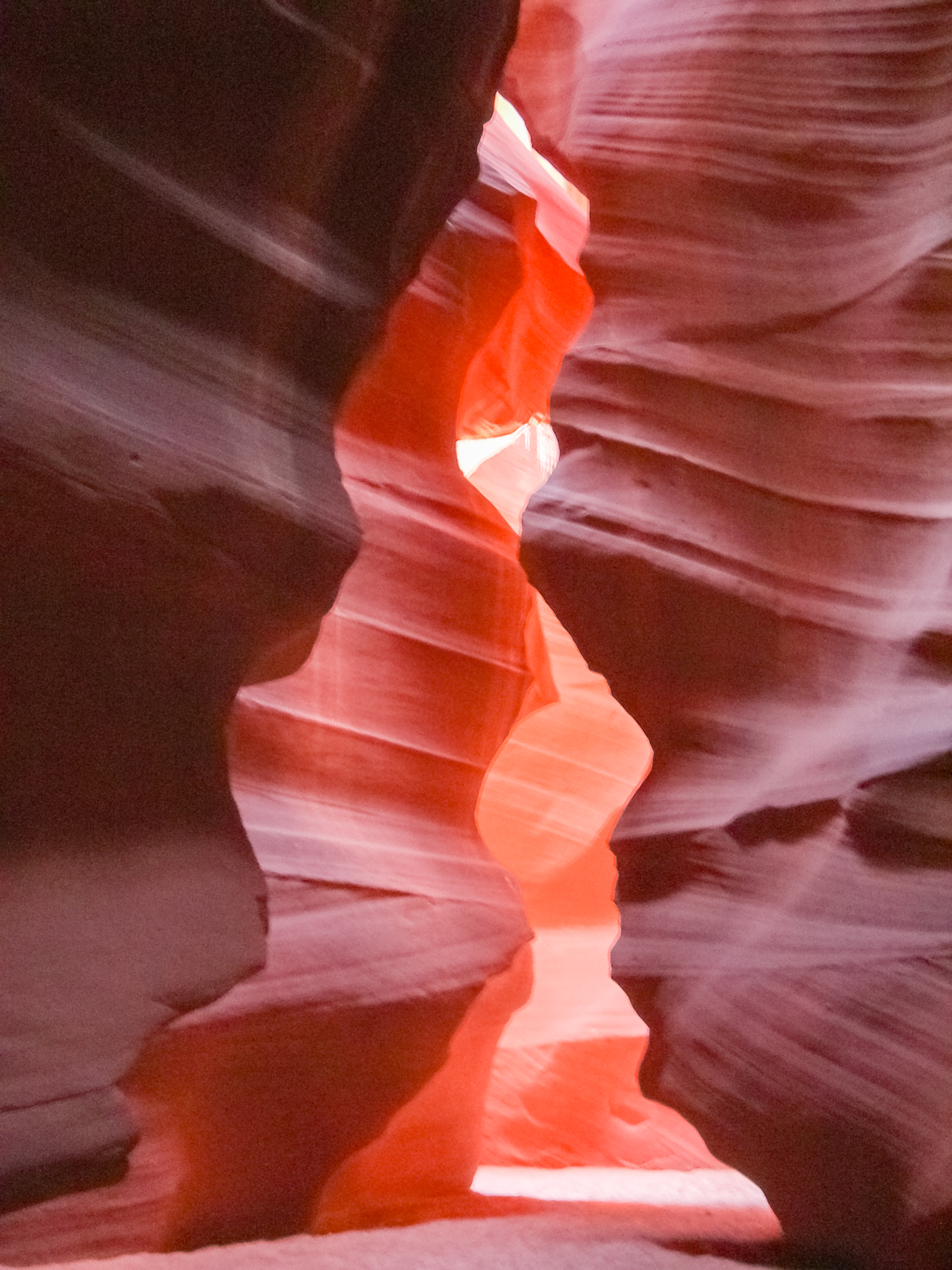